# Christian Colombo (schweizisk fodboldspiller)
Christian Colombo (født 24. april 1968 i Lugano, Schweiz) er en schweizisk tidligere fodboldspiller (midtbane)
Colombo spillede seks kampe for det schweiziske landshold, som han debuterede for 4. april 1989 i en venskabskamp mod Ungarn.
På klubplan spillede Colombo hele sin karriere i hjemlandet, hvor han repræsenterede henholdsvis FC Lugano og FC Sion.